# Via Nova (da Braga ad Astorga - via XVIII)

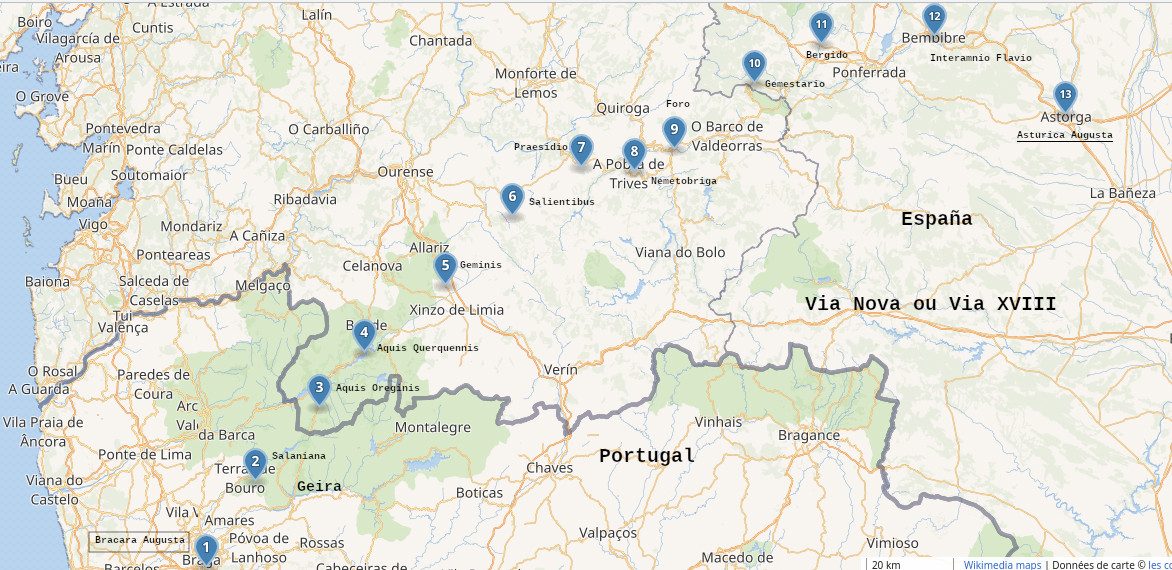
Tragitto della Via Nova.

La Via Nova è una strada romana descritta nell'Itinerarium Antonini. Il tracciato, che si estendeva per circa 210 miglia romane (circa 330 chilometri), univa le città di Bracara Augusta (odierna Braga) e Asturica Augusta (Astorga). 
La via Nova attraversa l'odierna provincia di Orense tagliandola in diagonale da sud-est a nord-est. Si addentra nella regione del Bierzo e la attraversa integralmente da ovest ad est, passando per il porto di Manzanal e terminando ad Astorga, che era considerata la capitale della Maragatería.
Il suo nome, Via Nova, è noto dalle fonti epigrafiche (i miliari collocati lungo il suo percorso). Viene convenzionalmente denominata anche Via XVIII o Itinerario Antonino A-18.

## Storia
È stata costruita tra gli anni 79 e 80 durante l'impero di Vespasiano e di suo figlio Tito per scopi commerciali per opera del legato romano C. Calpetanus Rantius Quirinalis Velerius Festus ed è stata poi restaurata nell'epoca di Massimino il Trace e di suo figlio Massimo. Il suo tracciato viene riportato dettagliatamente nell'Itinerarium Antonini. 
Lungo il suo tracciato le miglia romane sono segnalate mediante le cosiddette pietre miliari. Nel tratto tra Bracara Augusta e Asturica Augusta esistono undici luoghi di sosta (mansio, stazione di posta e ostello). Questo tracciato è uno tra quelli che conserva il maggiore numero di pietre miliari di tutta Europa.

## Itinerario
| Mansio              | Miglia romane | Città odierne                                                |
| ------------------- | ------------- | ------------------------------------------------------------ |
| Bracara Augusta     |               | Braga (Portogallo)                                           |
| Salaniana           | XXI           | Saim, Chorense, Terras di Bouro, (Portogallo)                |
| Aquis Oreginis      | XVIII         | Baños de Riocaldo (Lobios, Orense)                           |
| Aquis Querquennis   | XIV           | Baños di Bande (Bande, Orense)                               |
| Geminas             | XVI           | Zona di Sandianes (Orense)                                   |
| Salientibus         | XVIII         | Xinzo dà Costa (Maceda, Orense)                              |
| Praesidio           | XVIII         | A nord di O Burgo (Orense)                                   |
| Nemetobriga         | XIII          | Tra Popola di Trives e Laroco (Orense)                       |
| Foro                | XIX           | La Rua di Valdeorras (Orense)                                |
| Gemestario          | XVIII         | Portela di Aguiar (Il Bierzo, León)                          |
| Castro Bergidum     | XIII          | Cacabelos (Il Bierzo, León)                                  |
| Interamnium Flavium | XX            | Presso Congosto, Bembibre - Xano de Arriba (Il Bierzo, León) |
| Asturica Augusta    | XXX           | Astorga (León)                                               |

## Galleria d'immagini

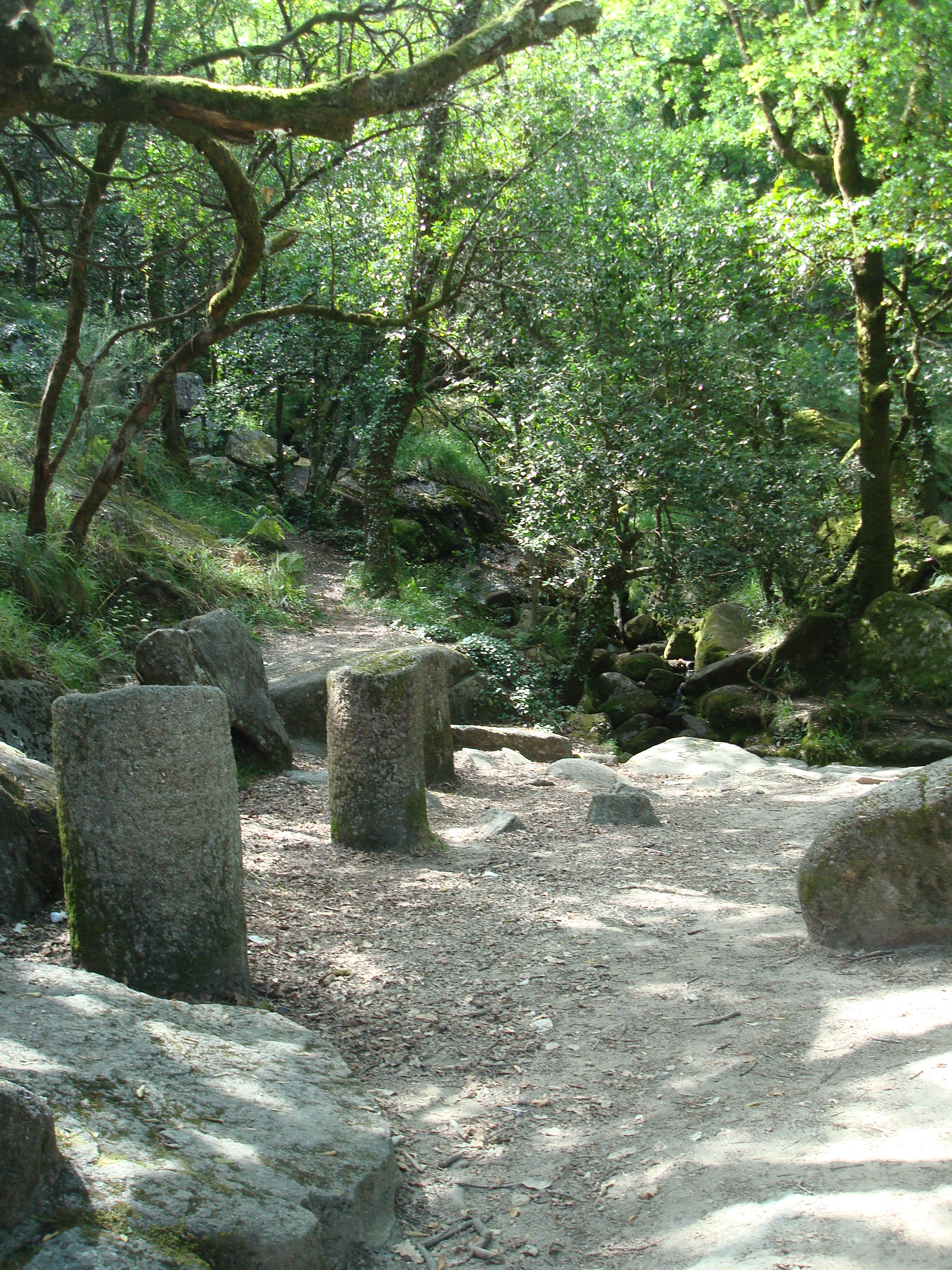
Vía Nova, a Campo do Gerês, Terras de Bouro (Portogallo)
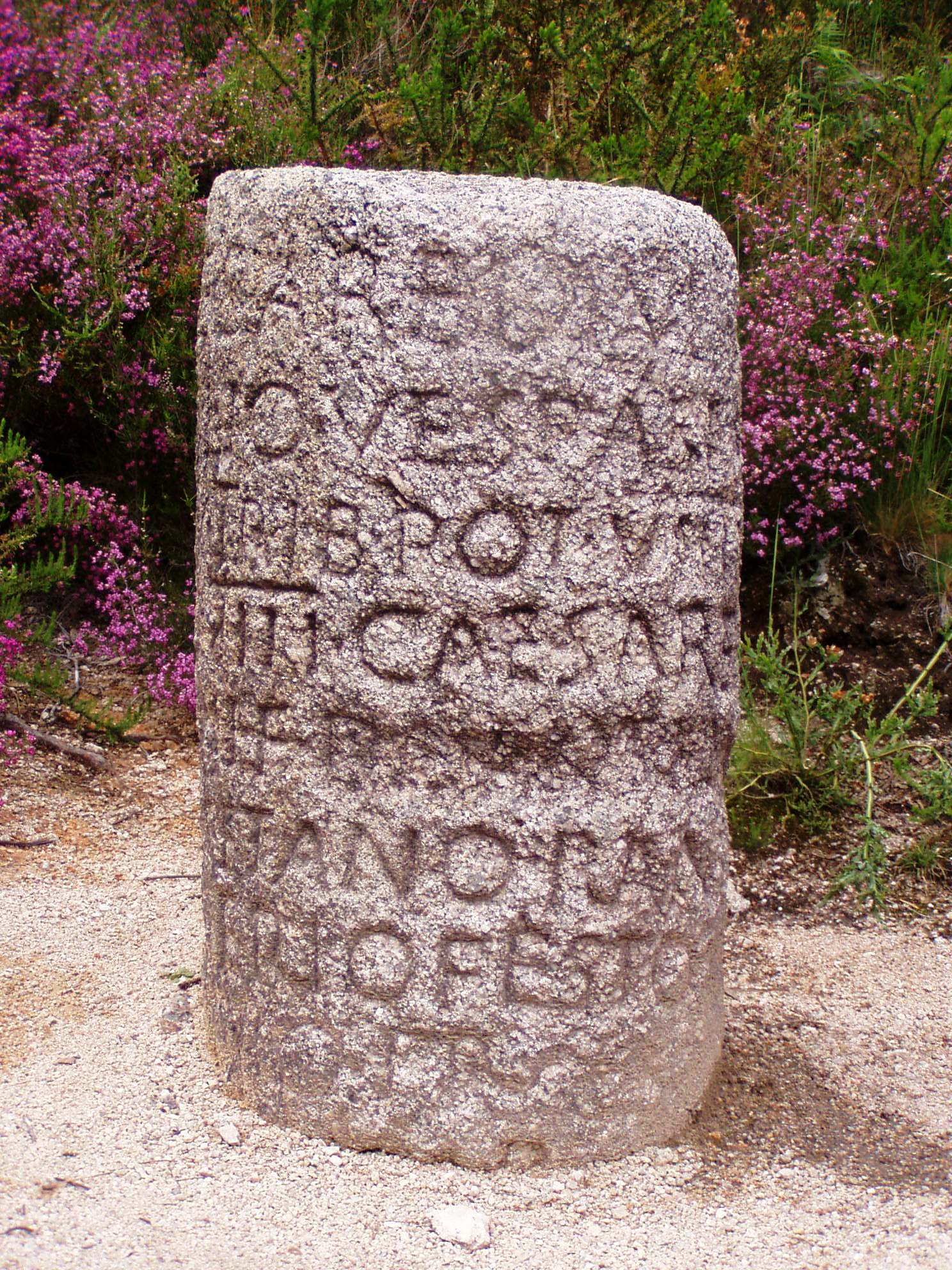
Miliario XXIX nella Vía Nova a Campo do Gerês, Terras de Bouro (Portogallo), con il nome di Domiziano soggetto a damnatio memoriae.